# Heinz Aldinger
Heinz Aldinger (Waiblingen, 1933. január 7. – 2024. október 18.) német nemzetközi labdarúgó-játékvezető.

## Pályafutása

### Nemzeti játékvezetés
A küldési gyakorlat szerint rendszeres partbírói tevékenységet is végzett. 1968-ban lett az I. Liga játékvezetője. A nemzeti játékvezetéstől 1981-ben vonult vissza. Első ligás mérkőzéseinek száma: 136.

#### Nemzeti kupamérkőzések
Vezetett kupadöntők száma: 2.

##### Német labdarúgókupa
A DFB JB kiegyensúlyozott nemzeti tevékenységének elismeréseként megbízta a döntő vezetésével.
| Időpont         | Helyszín                        | Mérkőzés típusa | Mérkőzés                           | Eredmény | Nézők száma |
| --------------- | ------------------------------- | --------------- | ---------------------------------- | -------- | ----------- |
| 1972. július 1. | Niedersachsen Stadion, Hannover | döntő           | FC Schalke 04–1. FC Kaiserslautern | 5 : 0    | 61 000      |
| 1980. június 4. | Park Stadion, Gelsenkirchen     | döntő           | Fortuna Düsseldorf–1. FC Köln      | 2 : 1    | 65 000      |

### Nemzetközi játékvezetés
A Német labdarúgó-szövetség (DFB) Játékvezető Bizottsága (JB) terjesztette fel nemzetközi játékvezetőnek, a Nemzetközi Labdarúgó-szövetség (FIFA) 1973-tól tartotta nyilván bírói keretében. A FIFA JB központi nyelvei közül a németet és az angolt beszéli. Több válogatott és nemzetközi klubmérkőzést vezetett, vagy működő társának partbíróként segített. Az aktív nemzetközi játékvezetéstől 1981-ben vonult vissza. A német nemzetközi játékvezetők rangsorában, a világbajnokság-Európa-bajnokság sorrendjében többedmagával a 14. helyet foglalja el 7 találkozó szolgálatával. Vezetett nemzetközi válogatott mérkőzéseinek száma: 12, nemzetközi klubmérkőzéseinek száma: 18.

#### Labdarúgó-világbajnokság
Három világbajnoki döntőhöz vezető úton Nyugat-Németországba a X., az 1974-es labdarúgó-világbajnokságra, Argentínába a XI., az 1978-as labdarúgó-világbajnokságra és Spanyolországba a XII., az 1982-es labdarúgó-világbajnokságra a FIFA JB játékvezetőként alkalmazta. 1974-ben a FIFA JB elvárása szerint, ha nem vezetett, akkor partbíróként tevékenykedett. Kettő csoportmérkőzésen, az egyiken egyes számú besorolást kapott, játékvezetői sérülés esetén továbbvezethette volna a találkozót. Partbírói mérkőzéseinek száma világbajnokságon: 2.

##### 1978-as labdarúgó-világbajnokság

###### Selejtező mérkőzés
| Időpont           | Helyszín                | Mérkőzés típusa           | Mérkőzés                 | Eredmény | Nézők száma |
| ----------------- | ----------------------- | ------------------------- | ------------------------ | -------- | ----------- |
| 1977. április 30. | Népstadion, Budapest    | előselejtező (9. csoport) | Magyarország–Szovjetunió | 2 : 1    | 70 000      |
| 1977. december 4. | Központi Stadion, Szöul | Ázsia/Óceánia zóna döntők | Dél-Korea–Hongkong       | 5 : 2    |             |

##### 1982-es labdarúgó-világbajnokság

###### Selejtező mérkőzés
| Időpont         | Helyszín                | Mérkőzés típusa           | Mérkőzés       | Eredmény | Nézők száma |
| --------------- | ----------------------- | ------------------------- | -------------- | -------- | ----------- |
| 1981. május 29. | Wembley Stadion, London | előselejtező (4. csoport) | Anglia–Románia | 0 : 0    | 62 500      |

#### Labdarúgó-Európa-bajnokság
Az európai-labdarúgó torna döntőjéhez vezető úton Olaszországba a VI., az 1980-as labdarúgó-Európa-bajnokságra az UEFA JB játékvezetőként foglalkoztatta.

##### Selejtező mérkőzés
| Időpont            | Helyszín                       | Mérkőzés típusa           | Mérkőzés                    | Eredmény | Nézők száma |
| ------------------ | ------------------------------ | ------------------------- | --------------------------- | -------- | ----------- |
| 1978. október 25.  | Lansdowne Road Stadion, Dublin | előselejtező (1. csoport) | Írország–Anglia             | 1 : 1    | 48 613      |
| 1979. április 4.   | Tehelné Pole Stadion, Pozsony  | előselejtező (5. csoport) | Csehszlovákia–Franciaország | 2 : 0    | 48 138      |
| 1979. december 19. | Hampden Park Stadion, Glasgow  | előselejtező (2. csoport) | Skócia–Belgium              | 1 : 3    | 25 389      |

###### Európa-bajnoki mérkőzés
| Időpont          | Helyszín                 | Mérkőzés típusa              | Mérkőzés       | Eredmény | Nézők száma |
| ---------------- | ------------------------ | ---------------------------- | -------------- | -------- | ----------- |
| 1980. június 12. | Comunale Stadion, Torino | csoportmérkőzés (B. csoport) | Belgium–Anglia | 1 : 1    | 15 186      |

#### Nemzetközi kupamérkőzések
Vezetett kupadöntők száma: 1.

##### Kupagyőztesek Európa-kupája
| Időpont        | Helyszín                         | Mérkőzés típusa | Mérkőzés                   | Eredmény | Nézők száma |
| -------------- | -------------------------------- | --------------- | -------------------------- | -------- | ----------- |
| 1978. május 3. | Parc des Princes Stadion, Párizs | döntő           | Anderlecht–FK Austria Wien | 4 : 0    | 48 679      |

#### A magyar labdarúgó-válogatott mérkőzései (1902–1929)
A Magyarország-Jugoszlávia felkészülési mérkőzés jelentőségét emelte, hogy Albert Flórián 75. válogatottsággal búcsúzott a nemzeti színektől.
| Időpont             | Helyszín                       | Mérkőzés típusa | Mérkőzés                 | Eredmény | Nézők száma |
| ------------------- | ------------------------------ | --------------- | ------------------------ | -------- | ----------- |
| 1974. május 29.     | Sóstói Stadion, Székesfehérvár | felkészülési    | Magyarország–Jugoszlávia | 3 : 2    | 16 000      |
| 1976. szeptember 8. | Råsunda Stadion, Stockholm     | 501. válogatott | Svédország–Magyarország  | 1 : 1    | 10 000      |

## Sikerei, díjai
1975-ben a DFB JB az Év Játékvezetője címmel tüntette ki.

## Külső hivatkozások
- Heinz Aldinger. World Referee. [2011. szeptember 28-i dátummal az eredetiből archiválva]. (Hozzáférés: 2011. március 8.)
- Heinz Aldinger. footballzz.com. (Hozzáférés: 2011. március 8.)
- Heinz Aldinger. footballdatabase.eu. (Hozzáférés: 2011. március 8.)
- Heinz Aldinger. scoreshelf.com. [2015. április 2-i dátummal az eredetiből archiválva]. (Hozzáférés: 2011. március 8.)
- Heinz Aldinger. viswiki.com. (Hozzáférés: 2011. március 8.)

| Elődje: Patrick Partridge | KEK döntő 1977–1978 | Utódja: Palotai Károly |